# 春在楼
春在楼俗称“雕花楼”，位于江苏省苏州市吴中区东山镇。

## 历史
由香山帮工匠建于1924年。2006年列为第六批全国重点文物保护单位。春在楼号称“江南第一楼”，以雕刻精美著称，曾作为好莱坞环球电影公司的《庭院里的女人》、电视剧《宰相刘罗锅》等上百部电影、电视剧的场景。